# لویی هینچلیف
لویی هینچلیف (انگلیسی: Louie Hinchliffe؛ زادهٔ ۱۸ ژوئیهٔ ۲۰۰۲) دونده سرعت اهل بریتانیا است.